# Monilobracon cirrus
Monilobracon cirrus är en stekelart som beskrevs av Papp 1998. Monilobracon cirrus ingår i släktet Monilobracon och familjen bracksteklar. Inga underarter finns listade i Catalogue of Life.